# الشياطين والكورة (فلم)
الشياطين والكورة هو فيلم مصري عرض عام 1973، بطولة شمس البارودي وحسن يوسف وعادل إمام، ومن إخراج محمود فريد.

## قصة الفيلم
رفيق مهرب آثار يرمي شباكه على سناء ويحاول أن يستميلها نحوه من أجل إخفاء أحد التماثيل، ويفلح في إخفاء أحدهم في مرسى مطروح، ويرى والد سناء أن رفيق شخص مناسب لابنته، يظهر في حياة سناء شاب رياضي هو كمال حيث تجد فيه الزوج المناسب لها، بل وتسعى إلى إتمام زواجها منه رغم معارضة الأب لهذا الزواج، حيث أن كمال يشجع أحد الأندية الرياضية التي لا يشجعها الأب، مع تطور الأحداث ومحاولة فض الاشتباك بين الأب وكمال، يصل الموقف عن طريق عكاشة صديق كمال إلى أن رفيق هذا ما هو إلا مهرب كبير وأنهم لابد أن يكشفوا حقيقته أمام الجميع ليكون هناك أكثر من مكسب، أولاً الزواج من سناء وثانيًا كشف هذا المهرب أمامهم وأمام المجتمع، بعد سلسلة من المغامرات والمطاردات يفلح كمال في كشف حقيقة رفيق الذي يعمل في السرقة والتهريب.

## طاقم التمثيل
- شمس البارودي: (سناء)
- حسن يوسف: (كمال)
- عادل إمام: (عكاشة)
- إبراهيم خان: (رفيق)
- عماد حمدي: (حمدي)
- نبيلة السيد: (عيشة)
- بليغ حبشي: (جاك)
- هناء الشوربجي: (عايدة)
- سيد زيان: (المأذون - ضيف شرف)
- محمد لطيف: (ضيف شرف بشخصيته الحقيقية)
- خديجة محمود
- نصر سيف
- حافظ أمين: (الخواجة هارون)
- محمد منسي
- قدرية كامل
- حمدي سالم
- أشواق: (الراقصة)
- ميرنا لوي: (من ضيوف الفرح)
- أبو الفتوح عمارة: (تاجر قطع الغيار)
- سيد إبراهيم
- جليلة محمود
- عبد الغني النجدي

## فريق العمل
- إخراج: محمود فريد
- سيناريو وحوار: بهجت قمر
- مدير التصوير: كمال كريم
- مونتاج: فتحي داود
- موسيقى تصويرية:
- إنتاج: أفلام حسن يوسف
- توزيع داخلي: أفلام حسن يوسف
- توزيع خارجي: وكالة الجاعوني